# Poienarii de Muscel
Poienarii de Muscel est une commune roumaine située dans le județ d'Argeș.